# Aeronautics Defense Orbiter
Aeronautics Defense Orbiter est un type de drone de reconnaissance tactique fabriqué par Aeronautics Defense Systems en Israël. Il est utilisé au Moyen-Orient depuis sa création.

## Caractéristiques
Les drones de la famille Orbiter ont été conçus pour effectuer des missions de reconnaissance et de renseignement (acronyme ISTAR) tactiques par des compagnies ou bataillons. Presque aucun soutien logistique n'est requis pour son fonctionnement et il peut être emporté dans un sac à dos.
La charge utile du drone se trouve sur le nez de l’appareil. Divers capteurs, caméras et autres nacelles peuvent être montés sur le drone, ce qui lui permet d'effectuer un éventail de missions assez large. Son atterrissage se fait grâce à un parachute et à un airbag pour réduire les risques de l'opération.
Il est conforme à plusieurs normes OTAN : STANAG 4609, norme OTAN d'imagerie numérique en mouvement, et STANAG 4586, norme OTAN de l'interopérabilité des véhicules aériens sans pilote.

### Variantes
L'entreprise Israélienne a développé plusieurs versions de ce drone :
- Orbiter-1 ;
- Orbiter-2 : version assez standard du drone ;
- Orbiter-1K : modifiée pour devenir un drone suicide, une charge explosive de 1 à 2 kg est installée sous le fuselage. Son rayon d'action est de 100 km ;
- Orbiter-3 : dotée d'un moteur électrique, qui lui permet de réduire grandement son empreinte sonore. Des nacelles de guerre électronique et de désignation laser peuvent être installées. Son rayon d'action est de 150 km et son autonomie de 7 h[3] ;
- Orbiter-4 : plus grande et plus lourde, équipée d'un moteur à combustion classique qui lui donne une autonomie de presque 24 h. Sa charge utile est beaucoup plus importante, il peut emporter et faire fonctionner deux nacelles à la fois. Un prêt-à-monter pour un décollage et atterrissage verticale peut être installé[4].

## Accidents et incidents
Selon des informations, un mini-drone Orbiter, exploité par le gouvernement fédéral mexicain, probablement la police fédérale, a mal fonctionné le 17 décembre 2010. Au cours d'une opération de surveillance, il a franchi la frontière dans l'espace aérien américain et s'est écrasé à El Paso, au Texas. Aucune propriété n'a été endommagée, car le drone a apparemment déployé un parachute pendant sa descente. Il a été signalé et récupéré par le service des douanes et de la protection des frontières des États-Unis.

## Opérateurs
- Azerbaïdjan - une fabrique locale leur est dédiée[6]
- Croatie - Forces armées Croates - Dernière variante Orbiter 3b - 6
- Finlande - Forces armées Finlandaises[7]
- Irlande Depuis 2007 avec la première livraison de 2 Orbiter 1[8], 14 drones en service en 2017 pour un coût total de 4,6 millions d'euros (hors TVA),  12 nouveaux drones Orbiter 2B sont alors prévus pour mars 2018 pour deux millions d'euros avec modernisation du parc existant[9]
- Israël[10]
- Mexique[11],[12] PEMEX[13]
- Pérou
- Pologne[14]
- Suisse Orbiter 2B en commande
- Serbie
- Afrique du Sud - South African National Defence Force
- Espagne[15]
- Thaïlande - Royal Thai Air Force
- États-Unis
- Royaume-Uni[10]

## Galerie d'images

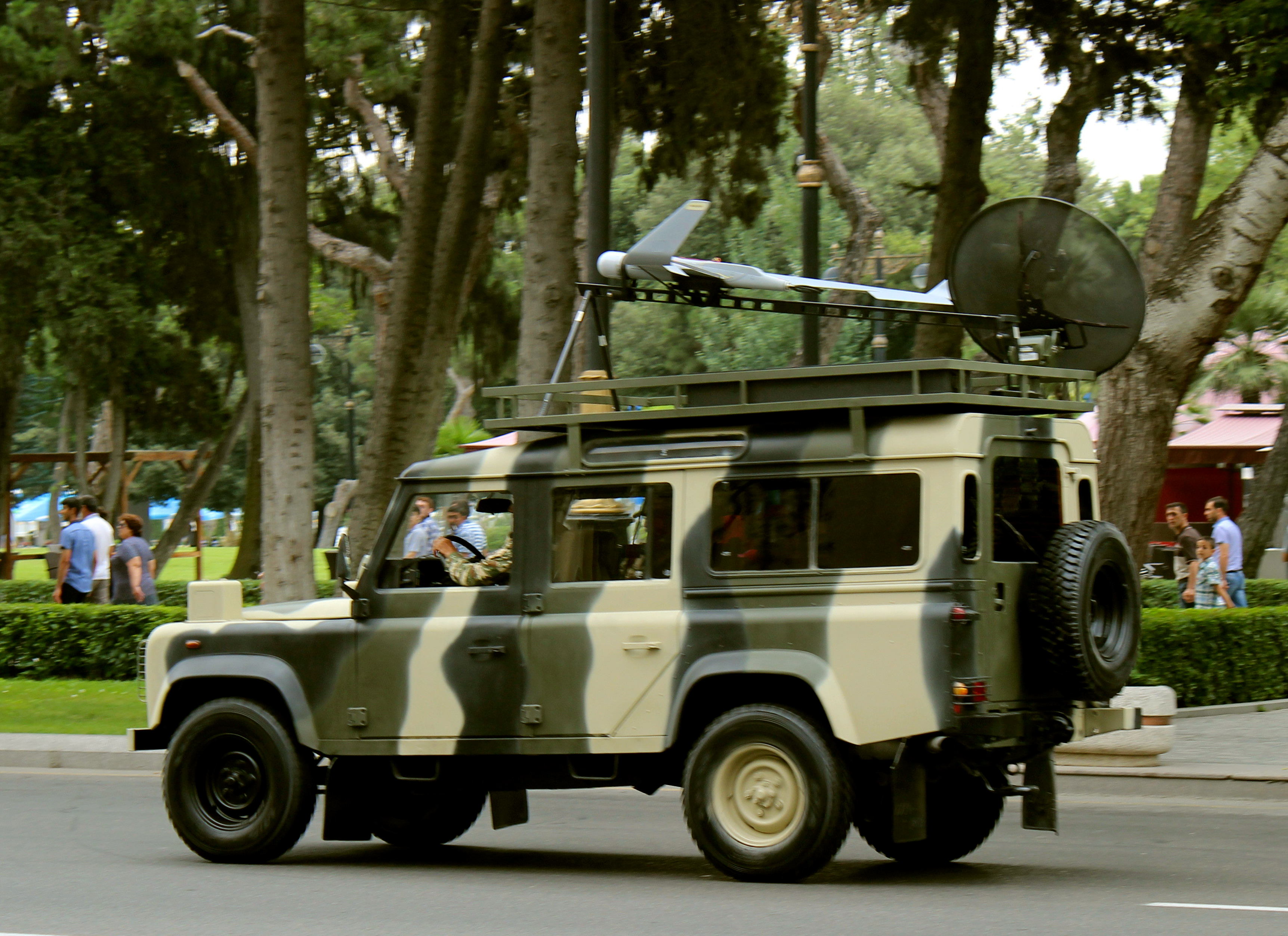
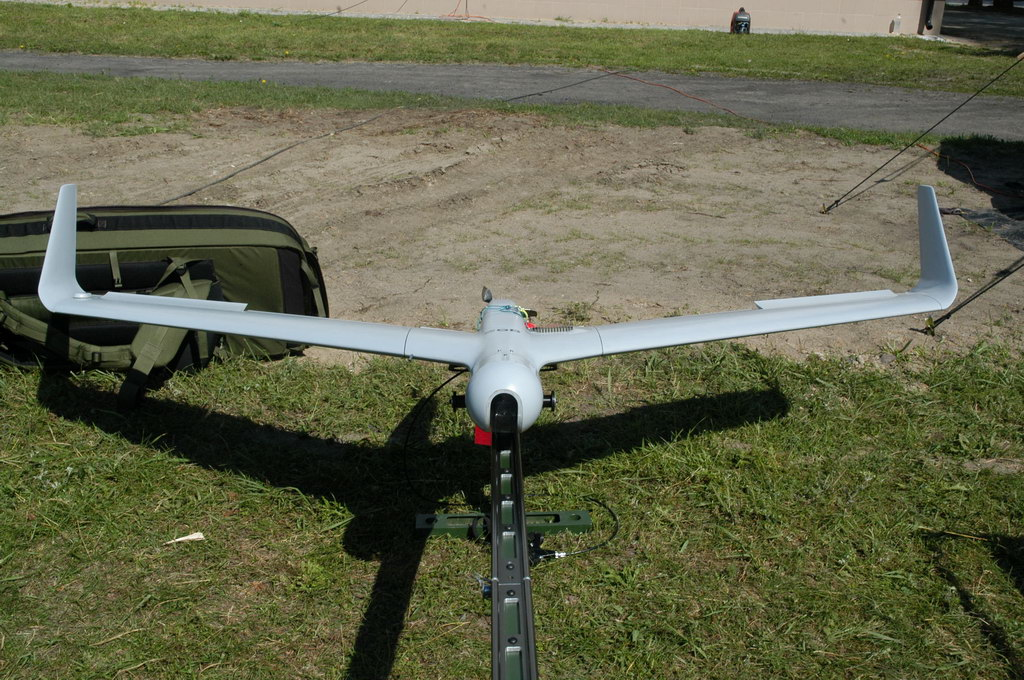
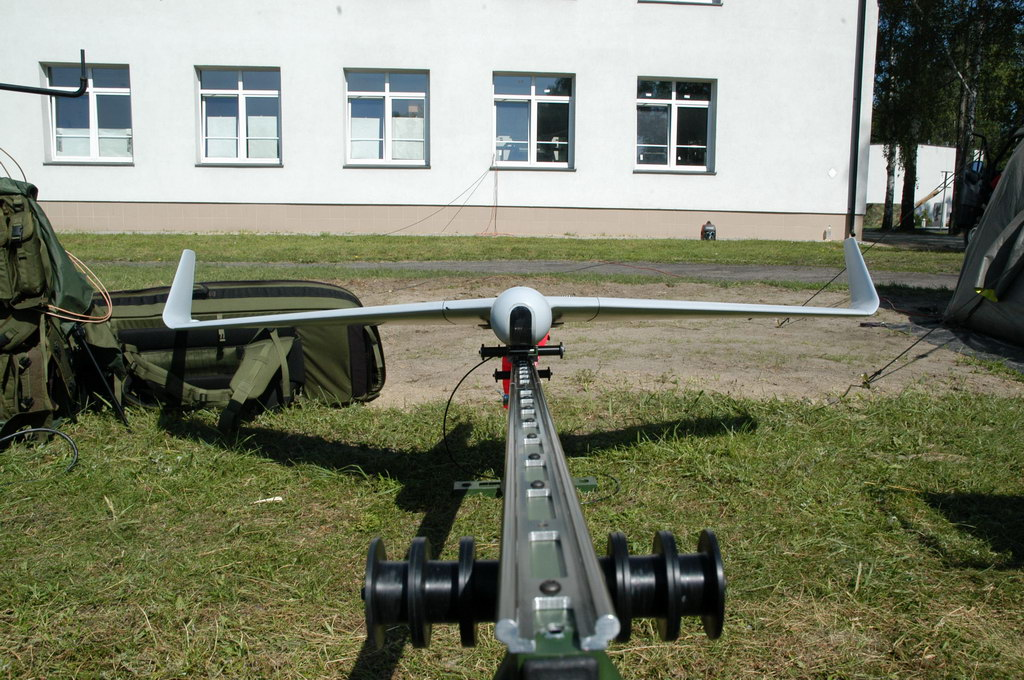
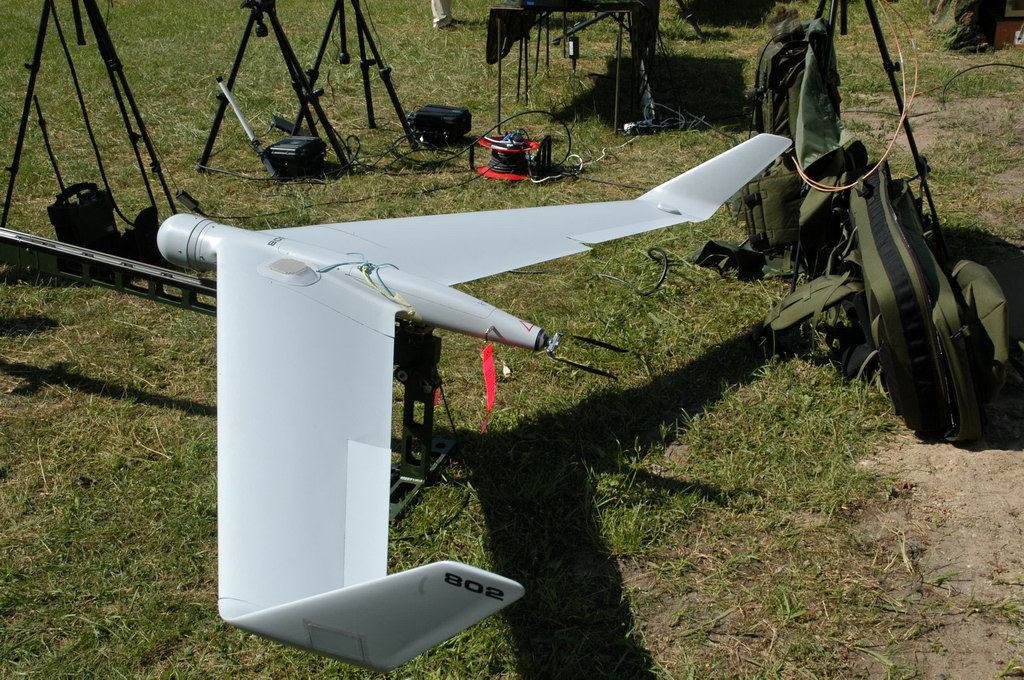